# Veredas
Veredas (portugiesisch für: Pfade) ist ein Filmdrama des portugiesischen Regisseurs João César Monteiro aus dem Jahr 1977. Der Film gehört zu seiner Phase des Ethnologischen Films und war sein erster langer Spielfilm.
Der ruhige, geordnete und von langen farbigen Einstellungen geprägte Film ist eine Adaption des Märchens História da Branca-Flor aus der Märchensammlung Contos Tradicionais Portugueses von Carlos de Oliveira und José Gomes Ferreira. Zudem verwendet der Film Fragmente der Eumeniden aus der griechischen Tragödie des Aischylos.

## Handlung
Ein Mann und eine Frau durchstreifen das archaische Hinterland Portugals, vom nordöstlichen Rio de Onor (Trás-os-Montes) über Flüsse und Berge, die weiten Landschaften des Alentejo bis hinunter ans Meer. Sie begegnen Mythen und Sagen, Menschen und Ortschaften. Anhand von Begegnungen und Geschichten, Ängsten und Bewährungen durchstreifen sie so ein Land und seine acht Jahrhunderte Geschichte, dessen Wurzeln noch sehr viel weiter zurückliegen und keltischen und griechisch-römischen Ursprungs sind.

## Produktion und Rezeption
Der Film wurde vom 23. September 1975 bis zum 15. Juli 1977 in den archaischen Landschaften der Region Trás-os-Montes gedreht und von der Produktionsabteilung des Instituto Português de Cinema (heute die Filmförderungsanstalt ICA) produziert. Als Filmmusik dienen traditionelle Volkslieder aus den Regionen Trás-os-Montes und Alto Alentejo, zudem ist die 7. Sinfonie von Bruckner zu hören.
Er kam am 19. Mai 1978 in die portugiesischen Kinos und war dort mit 7.825 Besuchern vergleichsweise erfolgreich.
Veredas erschien 2003 als DVD bei Lusomundo, allein und als Teil einer DVD-Box mit der vollständigen Werkschau Monteiros.